# 국제여자야구대회
국제 여자 야구 대회는 국제야구연맹과  한국여자야구연맹이 함께 개최하는 세계적인 여자 야구 대회이다. 2014년 첫 번째 대회 개막하였고, 대한민국은 A조와 B조로 나뉘어서 출전하며,
미국, 일본, 대만, 홍콩, 호주, 인도 등의 나라가 참가한다.

## 2014년 출전팀
- 대한민국 A조
- 미국
- 일본
- 대만
- 대한민국 B조
- 홍콩
- 호주
- 인도

## 경기 중계
- MBC SPORTS+

## 대진표
- 2014년 LG배 국제여자야구대회 일정표